# Црква Светог Николе у Реци (Засеок Палеж)
Црква Светог Николе у Реци (Заселак Палеж), у општини Краљево је подигнута током 14. века и убраја се у заштићена непокретна културна добра као споменик културе од великог значаја.

## Историја и изглед
О овом споменику културе и храму посвећеном Светом Николи, данас окруженом сеоским гробљем, не постоје писани извори – непознат је ктитор као и време настанка. Основни део храма је највероватније подигнут у другој половини 14. века, док је припрата касније дозидана.
Црква је у основи мала једнобродна грађевина, са дубоком полукружном апсидом и пиластрима који одвајају кратак западни травеј од источног. Полуобличасти свод над наосом нижи је од забата западног зида који доминира спољном визуром грађевине. Зидање је изведено ломљеним каменом. Унутрашњост храма, као и његова западна фасада, били су прекривени фрескама које су делимично сачуване in situ, а једним делом скинуте са зидова и пренете у Народни музеј у Београду још 1947. године. Иако је бојени слој у великој мери оштећен, између осталог и услед пожара до којег је дошло у непознато време, могуће је наслутити да је ово сликарство дело вештог мајстора чији је цртеж сигуран, а фигуре чврсто моделоване. Стилске и иконографске особености упућују на аналогије у српском живопису друге половине 14. века.
Прве конзерваторске интервенције предузете су одмах након завршетка Другог светског рата. Истраживачки и конзерваторско-рестаураторски радови на архитектури и живопису извођени су у периоду 1970–1972. године.